# Muchu Chhish
Muchu Chhish – szczyt (7453 m n.p.m.) w podpaśmie Batura Muztagh w Karakorum w dolinie Hunzy, w północnym Pakistanie.
Szczyt Muchu Chhish był do lipca 2024 roku najwyższym niezdobytym szczytem, pominąwszy wierzchołki niedostępne ze względu na religijne tabu lub zakazy polityczne. Wyższy od niego jest niedostępny dla wspinaczy Gangkhar Puensum (7570 m n.p.m.) w Bhutanie, a kolejną pod względem wysokości niezdobytą górą, dostępną dla wspinaczy, jest zachodni wierzchołek góry Kunyang Chhish (7350 m n.p.m.).
Szczyt znajduje się w dużym masywie górskim, przez co ma niewielką wybitność, liczoną od najbliższej przełęczy. Od północy jest otoczony przez Lodowiec Batura, jeden z najdłuższych lodowców poza regionami polarnymi.

## Historia podboju
Muchu Chhish nie ma bezpiecznych podejść południowych i jest niemożliwy do zdobycia od północy z powodu lodowca. Większość wypraw próbowała dostać się na niego od zachodu przez południowy grzbiet Batury VI, liczący 7462 m.
- W 1983 roku próbowała tego polska ekspedycja himalaistów (w skład której wchodził Władysław Wisz), dokonując pierwszego wejścia na Baturę V i VI[2].
- W 1999 roku kolejną próbę podjęła hiszpańska wyprawa, która osiągnęła 6650 m na południowej grani[3].
- W 2020 roku trzyosobowa czeska wyprawa, w skład której wchodzili wspinacz Pavel Kořínek i były burmistrz Pragi Pavel Bém, podjęła próbę, ale nie udało im się dotrzeć na szczyt ze względu na niekorzystne warunki atmosferyczne[4].
- Czeski zespół powtórzył próbę w 2021, ale i ta wyprawa nie powiodła się z powodu nadmiernej ilości śniegu na grani[5][6].
- Także trzecia próba zdobycia szczytu przez Czechów, podjęta  lipcu 2023 roku, zakończyła się porażką[7].

## Pierwsze wejście
Zespół Czechów w składzie Zdenek Hak, Radoslav Groh i Jaroslav Bansky zdobył Muchu Chhish 5 lipca 2024 roku po sześciu dniach wspinaczki, zostając pierwszym w historii, który tego dokonał.